# ورین پایین
ورین پایین روستایی در دهستان خورهه بخش مرکزی شهرستان محلات استان مرکزی ایران است.

## جمعیت
بر پایه سرشماری عمومی نفوس و مسکن در سال ۱۳۹۵ جمعیت این روستا ۲۶۰ نفر (۹۴خانوار) بوده‌است.